# Drei Frauen im Gespräch (Ibbenbüren)
Drei Frauen im Gespräch ist eine von Werner-Joachim Schatz geschaffene und der Firma Barth aus Rinteln gegossene Bronzeplastik, die 1985 in der westfälischen Stadt Ibbenbüren aufgestellt worden ist. Die Skulpturengruppe befindet sich auf dem Vorplatz des Hauptstellengebäudes der Sparkasse Ibbenbüren (seit 2002 Kreissparkasse Steinfurt) an der Ecke Bachstraße/Am Alten Posthof.

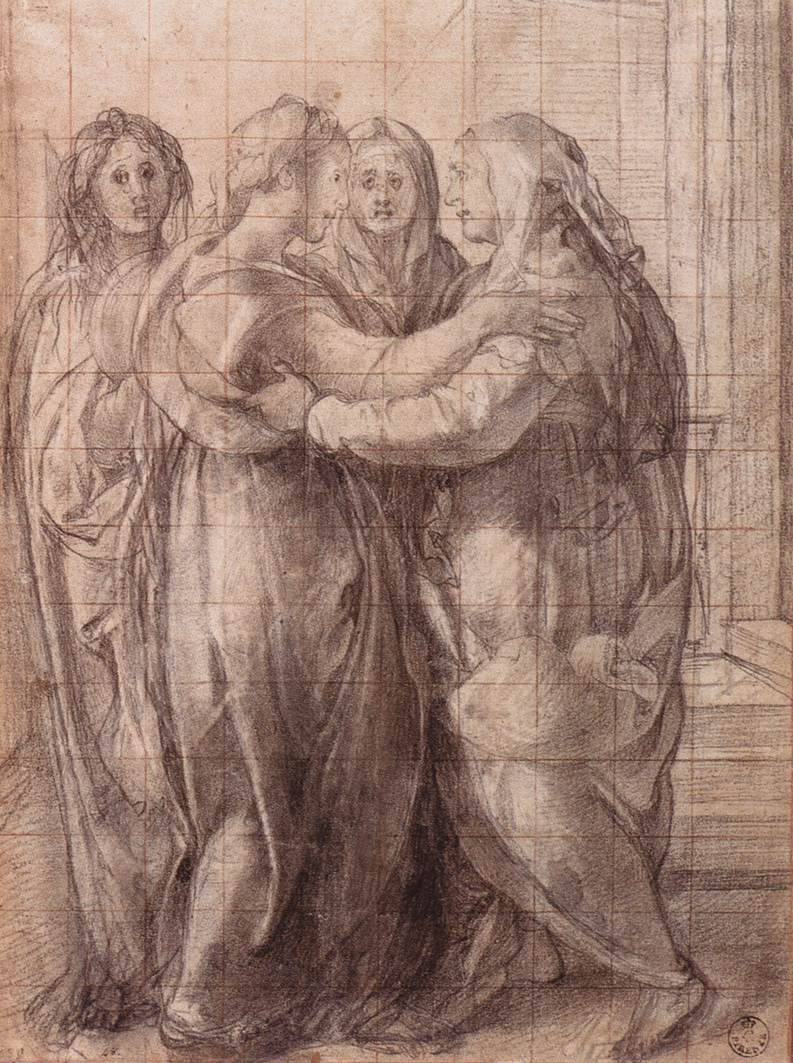
Vorzeichnung Pontormos zu seinem Bild Visitazione, 1528

Die Plastik wurde im Rahmen eines Wettbewerbs der Sparkasse Ibbenbüren zum Thema „Kommunikation“  erstellt  und am Stadtfest-Freitag, 31. Mai 1985, der Bevölkerung vorgestellt und übergeben.
Das Werk stellt eine eng beieinander stehende Gruppe von drei Frauen dar, die in ein angeregtes Gespräch vertieft sind. Alle drei sind in deckenartige Umhänge gehüllt, die steife Falten werfen. Sie tragen derbe Schuhe mit erhöhten Blockabsätzen und haubenartige Kopfbedeckungen. Eine scheint zu schwatzen, die anderen ihr gespannt zuzuhören. Der Bildhauer erreicht durch karikaturartige Überzeichnung ihrer neugierigen Nasen, ihrer großen offenen Ohrmuscheln und ihrer gespannten, selbstvergessenen Zuwendung, dass im Betrachter die Assoziation von Klatsch und Tratsch hervorgerufen wird, die ihn zum Schmunzeln bringt. Der Bildhauer selbst nennt seine Plastik Ondit, französisch das Gerücht, und Gerüchte sind wohl ein verbreitetes und beliebtes Mittel menschlicher Kommunikation.
In Form und Komposition – nicht in der Aussage – hat sich der Künstler möglicherweise durch ähnlich komponierte Gruppen, die berühmteste Jacopo da Pontormos Heimsuchung und ihre Adaption durch Bill Viola oder Ernst Barlachs Lithografie von 1912 inspirieren lassen.
Koordinaten: 52° 16′ 23,8″ N, 7° 42′ 48,4″ O